# Philonotis platyneura
Philonotis platyneura är en bladmossart som beskrevs av Potier de la Varde 1955. Philonotis platyneura ingår i släktet källmossor, och familjen Bartramiaceae. Inga underarter finns listade i Catalogue of Life.